# LGBT-Darstellung im südkoreanischen Film und Fernsehen
Die Darstellung von queeren Charakteren oder Themen in südkoreanischen Film- und Fernsehfilmen macht nur einen relativ kleinen Teil des gesamten südkoreanischen Filmmaterials aus. Das Thema hat sowohl in der akademischen Welt als auch in der öffentlichen LGBT-Bewegung immer wieder zu Diskussionen geführt. Als die südkoreanische LGBT-Rechtsbewegung in den 1990er Jahren aufkam, wurde die Darstellung von queeren Charakteren und Beziehungen in Filmen immer häufiger.
Mit der Zunahme der sozialen Medien sind die öffentlichen Medien einer von vielen aktiven Akteuren bei der Schaffung und dem Konsum von Kultur sowie bei der Art und Weise, wie Erzählungen entstehen und geteilt werden. Das Kino und die Dramen in Südkorea haben im Laufe der Jahre vor allem in Bezug auf die Darstellung von LGBT immer mehr zugenommen. Ein Beispiel für die koreanische queere Film-Szene ist das koreanische Queer Film Festival, das seine Arbeit Mitte der 1990er Jahre aufnahm und 1998 zum ersten Mal stattfand.

## Geschichte der LGBT-Medien in Südkorea
Die Darstellung von LGBT in den südkoreanischen Medien hat sich im Laufe der Zeit weiterentwickelt und verändert. Die Bemühungen von Gruppen wie der Rainbow Foundation oder Chingusai haben nicht nur die Atmosphäre und die Einstellung der Öffentlichkeit verändert, sondern auch die Medienindustrie in Südkorea. Laut Pil Ho Kim und C. Colin Singer lassen sich die Geschichte und die Entwicklung der LGBT-Darstellung in südkoreanischen Filmen und Dramen in drei verschiedene Wellen unterteilen. Die erste Periode ist das unsichtbare Zeitalter (1945 bis 1997), gefolgt vom Tarnungszeitalter (1998 bis 2004) und der letzten Periode, die als Blockbuster-Zeitalter (2005 bis 2010) bekannt ist.

### Unsichtbares Zeitalter (1945–1997)
Kim und Singer bezeichnen den Zeitraum zwischen 1945 und 1997 als das Unsichtbare Zeitalter. Das Wort „unsichtbar“ bedeutet nicht unbedingt, dass es keine queeren Filme gab; es gab einige Filme, die in unterschiedlichem Maße LGBT-Themen aufgriffen. Die Filme, die in diesem Zeitraum veröffentlicht wurden, sind The Pollen of Flowers (1972), Ascetic: Women and Women (1976), Sabangji (1988) und Broken Branches (1995).
Diese Filme verfolgten unterschiedliche Ansätze und zeigten verschiedene Ebenen der LGBT-Darstellung, aber sie fallen alle unter das Unsichtbare Zeitalter, weil sie nicht sonderlich bekannt und berühmt sind. The Pollen of Flowers beispielsweise besteht aus vielen noch nie dagewesenen Elementen wie Gewalt, die das Gespräch vom Thema Homosexualität in den Filmen ablenken. Der Film Asket: Women and Women zeigte erotische und sexuelle Elemente, die eine lesbische Handlung unter einer eher einfachen oder grundlegenden Erzählung darstellten. Eine koreanische LGBT-Zeitschrift namens Buddy kategorisierte später Ascetic: Women and Women als den ersten lesbischen Film, aber dieser Versuch war für die breite Öffentlichkeit immer noch „unsichtbar“, da Ascetic als Erotikfilm angesehen wurde. Zu dieser Zeit entwickelte sich „Ero“ zu einem bedeutenden Genre, in dem Filme, die Sexualität und Intimität zum Inhalt hatten, mit Begriffen wie „Underground“ oder „inoffiziell“ assoziiert wurden.
Sabangji ist ein weiteres Beispiel dafür, dass das Genre „Ero“ die LGBT-Themen in Filmen stark überschattet oder verdeckt. Broken Branches schließlich war der erste dieser Filme, der aus der Unsichtbarkeit heraus zu einiger Berühmtheit gelangte. Dieser Film wurde jedoch von den wichtigsten Aktivisten der LGBT-Bewegung abgelehnt, da er Queerness als Folge des Patriarchats und des Konfuzianismus darstellte.

### Tarnungszeitalter (1998–2004)
In Anlehnung an die Kategorisierung von Kim und Singer wird der Zeitraum zwischen 1998 und 2004 als das Tarnungszeitalter bezeichnet. Während dieses Zeitraums nahm die filmische Darstellung von LGBT-Gemeinschaften im Allgemeinen zu. In den Filmen dieser Zeit wurde Queerness meist im Hintergrund dargestellt, während die Hauptthemen die Queerness des Films überschatteten. Dies wurde als Strategie eingesetzt, um ein Gleichgewicht zu finden, das den Film verlockend und gleichzeitig nicht völlig kontrovers macht. Einige Beispiele für diese erfolgreichen Filme sind Memento Mori (1999) und Bungee Jumping of Their Own (2001).
Das Gespräch über das Tarnungszeitalter wird durch die Stimmen koreanischer LGBT-Aktivisten in Korea unter Organisationen wie Chingusai oder Handonghyop noch komplexer. In dieser Zeit haben sich einige Aktivisten gegen die Maskierung ausgesprochen und die Botschaft verbreitet, dass ein schwuler Mann nicht anders ist als ein heterosexueller Mann. Diese Aktivisten haben erklärt, dass Maskierung eine Botschaft verewigt, die Heterosexualität als das „Normale“ ansieht, während jede Abweichung als böse angesehen wird. Diese Aktivisten schlossen sich mit kleineren Filmgesellschaften zusammen, um Filme zu produzieren, in denen LGBT-Beziehungen genauso dargestellt werden wie alle anderen Beziehungen, die im Genre der Liebeskomödie dargestellt werden. Andere sprachen sich eher für die Maskierungsstrategie im Rahmen des Tarnungszeitalters aus und erklärten, dass dieser Akt der „Maskierung“ eine Entpolitisierung von Queerness und damit die Zulassung im öffentlichen Raum ermöglicht. Das Tarnungszeitalter war eine Zeit, in der Filme im Mittelpunkt dieser entscheidenden Gespräche innerhalb der LGBT-Bewegung in Südkorea standen. Zu den weiteren Filmen dieser Zeit gehören Bongja (2000), Flower Island (2001), Desire (2002), Wanee and Junah (2002) und Road Movie (2002).
Erwähnenswert ist auch das Coming-out einer koreanischen Berühmtheit, Hong Suk Chon, am 9. September 2000, das in dieses Tarnungszeitalter fällt. Auch Harisu erschien im März 2001 mit ihrem berühmten Werbespot, in dem sie offen über ihre Erfahrungen als Transfrau sprach.

### Blockbuster-Zeitalter (2005 – frühe 2010er Jahre)
In Anbetracht der Verabschiedung eines historischen Antidiskriminierungsgesetzes, das auch die sexuelle Ausrichtung einbezieht, hat sich die allgemeine Atmosphäre und die Medienlage verändert.
Eine der bemerkenswertesten Veränderungen während dieser Ära war die Verwendung von LGBT-Themen in koreanischen Mainstream-Dramen. LGBT-Themen tauchten erstmals in Dramen wie The First Shop of Coffee Prince (2007) und Personal Taste (2008) auf, kamen aber erst in Life is Beautiful (2010) richtig zur Geltung.
Neben diesen Dramen war der bekannteste LGBT-Film in den koreanischen Mainstream-Medien The King and the Clown (2005). Dieser Film verkaufte mehr als zwölf Millionen Tickets und wurde als einer der größten Erfolge der koreanischen Filmindustrie bezeichnet. Dieser Film brachte eine neue Erzählung über den „flower boy“ hervor, die die visuell attraktive Vorstellung eines schwulen Mannes in den Vordergrund stellte. Jungmin Kwon, Filmprofessor an der Portland State University, spricht über das Phänomen, dass Heterofrauen aus diesen Gründen über schwule Körper fantasieren, und führt The King and the Clown als einen der Faktoren an. Filme wie Antique (2008) und A Frozen Flower (2008) spielten ebenfalls mit dem ähnlichen Element der „pretty boys“ in einem schwulen Kontext.